# Medio de vida
El medio de vida o sustento de una persona hace referencia a los medios que le permiten asegurar sus necesidades vitales. Un medio de vida incluye las "capacidades, activos (tanto recursos materiales como sociales) y actividades requeridas como medio de vida". Así, un medio de vida incluye un conjunto de actividades económicas, incluido el auto empleo, que le permiten generar los recursos suficientes para cubrir sus propios requerimientos y los de su hogar para continuar viviendo de modo sostenible y con dignidad. La actividad suele ser llevada a cabo de modo repetido. Por ejemplo, el medio de vida de un pescador depende en la disponibilidad y accesibilidad de peces, así como en su capacidad para pescarlos y la disposición a su alcance de una caña de pescar y otros aparejos necesarios para ello.

## Ciencias sociales
En ciencias sociales, el concepto de medio de vida se extiende hasta incluir también medios sociales y culturales, como puedan ser redes sociales de contactos, derechos legales o un determinado tipo de conocimiento cultural.

## El enfoque de los medios de vida
El enfoque de los medios de vida, también conocido como "medios de vida sostenibles", se utiliza de modo generalizado en el análisis de las políticas y prácticas que buscan atajar la pobreza en los países en desarrollo. Se trata de un enfoque holístico que toca diferentes sectores y ámbitos.